# Теверовский, Иосиф Григорьевич

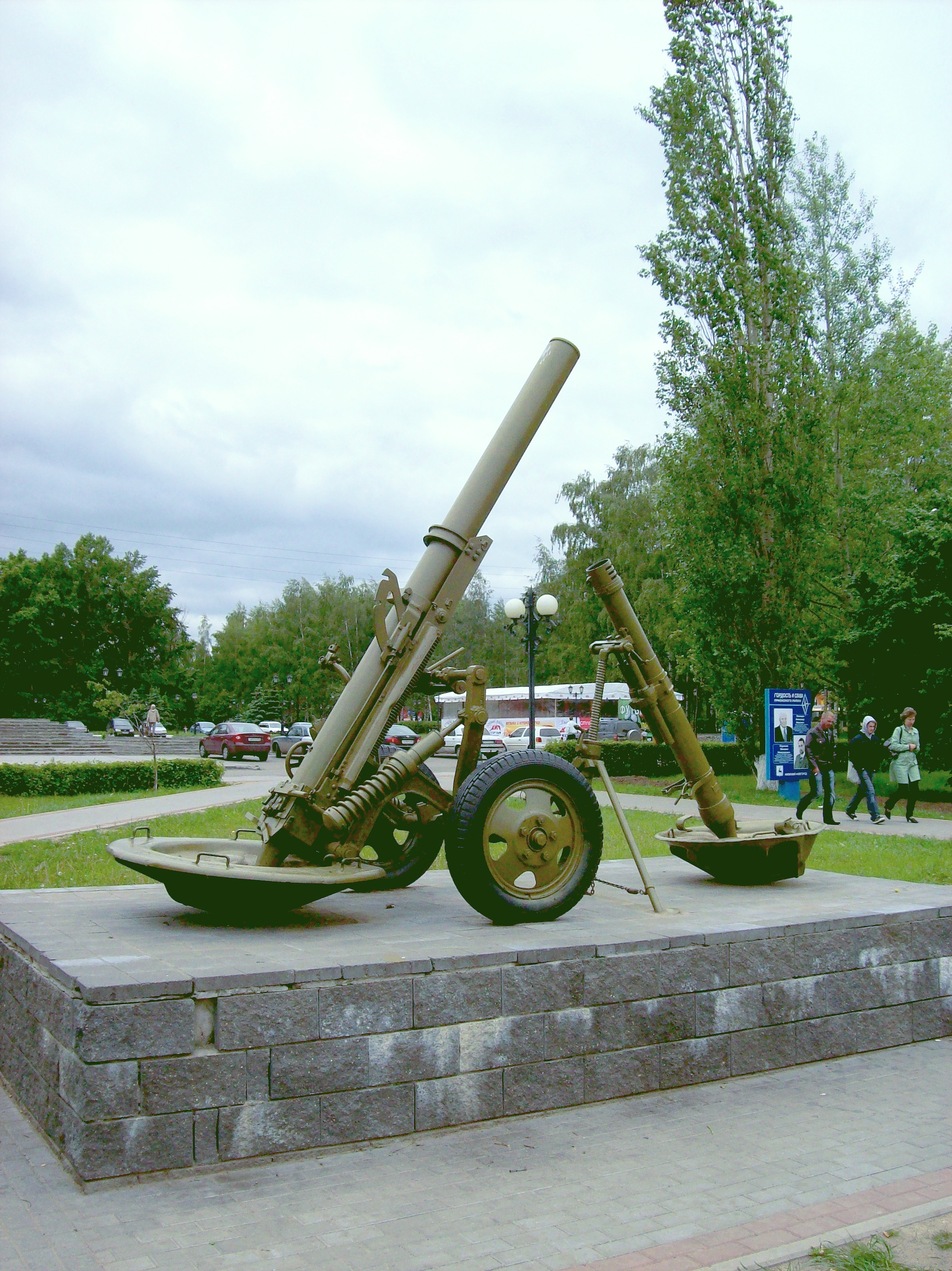
160-мм миномёт образца 1943 года

Иосиф Григорьевич Теверовский (19.09.1912 — 19.04.1974) — советский конструктор минометного вооружения, лауреат Сталинской премии.

## Биография
В 1930-х гг. работал в Ленинграде, автор исследований в области энергомашиностроения. В 1940 г. в ЛПИ защитил кандидатскую диссертацию «Исследование напряжений во вращающихся дисках с многими отверстиями».
С 1940 г. работал в Специальном минометном КБ (СКБ-4) при машиностроительном заводе № 7 НКОП (Ленинград), с мая 1941 г. в НИИ-13 НКВ (Ленинград) (начальник лаборатории), затем в СКБ гладкоствольной артиллерии при заводе № 4 НКВ (Красноярск), где в декабре 1942 года возглавил конструкторские работы по 160-мм миномёту. Разработанный его группой миномёт отличался простотой конструкции, небольшим весом и удобством обслуживания. С 1944 г. главный конструктор завода № 535 (Тульский машиностроительный завод), где было налажено производство 160-мм миномётов.
В 1961—1970 гг. заведующий кафедрой «Теоретическая механика» Всесоюзного заочного института инженеров железнодорожного транспорта.
Похоронен на Новодевичьем кладбище.

## Научные труды
- Теоретическая механика [Текст] : Консультация на тему «Уравнения движения механ. системы» / Глав. упр. учеб. заведениями МПС. Всесоюз. заоч. ин-т инженеров ж.-д. транспорта. — Москва : [б. и.], 1968. — 54 с. : черт.; 21 см.

## Награды и звания
Доктор технических наук, профессор.
Лауреат Сталинской премии за 1944 год. Награждён орденами Трудового Красного Знамени (15.11.1944) и Отечественной войны II степени (16.09.1945).